# 渡辺憲司
渡辺 憲司（わたなべ けんじ、1972年4月11日 - ）は、NHKのシニアアナウンサー。

## 来歴
芝中学校・高等学校を経て早稲田大学法学部卒業。1996年、NHK入局。主にスポーツアナウンサーとして活動していたが、2024年夏の定期異動（管理職）で鹿児島放送局（2度目）へ転勤後は主にアナウンス統括（副部長級）としてデスク業務をメインに行っている。

## 現在の出演番組・業務
- 鹿児島県のニュース
- 情報WAVEかごしま（編責）
- はっけんTV～鹿児島～（編責）
- 情報WAVEかごしま845（不定期）
- コンテンツセンターアナウンスグループ統括
- 緊急報道（鹿児島放送局発）
- 各種スポーツ中継（主にバスケットボール[注釈 1]）

## 過去の出演番組・業務
新潟放送局時代
- 新潟発ふれっしゅ便
- 新潟県のニュース・中継・リポート

鹿児島放送局時代（1度目）
- 鹿児島県のニュース・中継・リポート

名古屋放送局時代
- 東海3県・東海北陸のニュース

東京アナウンス室時代（1度目）
- Bizスポ＆Bizスポワイド（2011年1月10日 - 1月14日） - 與芝由三栄の代理

大阪放送局時代
- 関西のニュース

G-Media時代
東京アナウンス室時代（2度目）
福岡放送局時代
- 各種スポーツ中継（プロ野球、高校野球、ラグビー、バスケットボールなど）[注釈 2]
- 福岡県・九州沖縄のニュース
- ニュース845福岡（不定期）
- ニュース645福岡（不定期）
- 第104回全国高等学校野球選手権福岡大会
  - 準決勝第1試合「九州国際大学付属高校」対「小倉工業高校」（2022年7月26日） - テレビ実況
  - 準決勝第2試合「飯塚高校」対「筑陽学園高校」（2022年7月26日） - 勝利監督インタビュー
  - 決勝「九州国際大学付属高校」対「筑陽学園高校」（2022年7月28日） - ラジオ実況
- 第104回全国高等学校野球選手権大会1回戦・2回戦（総合・Eテレ/R1） - 実況・試合終了後インタビュー＆リポート
- 第59回全国大学ラグビー選手権大会決勝「帝京大学」対「早稲田大学」（2023年1月8日、総合）- 実況
- はっけんラジオ（2023年1月26日）
- 第95回記念選抜高等学校野球大会（総合・Eテレ/R1・FM） - 実況・試合終了後インタビュー＆リポート
- インターハイ2023 福岡県予選 バスケットボール男子決勝「福岡第一高校」対「福岡大大濠高校」（2023年6月4日、Eテレ） - 実況（福岡局内公開会場から）
- 大雨関連特設ニュース（2023年6月30日 - 7月1日・九州沖縄地方） - 福岡放送局より九州地方の災害状況を伝えた[注釈 3]。
- 第105回全国高等学校野球選手権福岡大会
  - 準決勝第1試合「東筑高校」対「希望が丘高校」（2023年7月25日） - 勝利監督インタビュー
  - 準決勝第2試合「大牟田高校」対「九州国際大付属高校」（2023年7月25日） - ラジオ実況
  - 決勝「東筑高校」対「九州国際大付属高校」（2023年7月27日） - 優勝監督・主将インタビュー
- 第105回全国高等学校野球選手権記念大会（総合･Eテレ/R1･FM） - 実況・試合終了後インタビュー＆リポート
- ラグビーワールドカップ2023（総合・BS4K・NHKプラス・BS1）
  - 準々決勝「イングランド」対「フィジー」（2023年10月16日） - 現地実況（現地解説：廣瀬俊朗）
  - 決勝「ニュージーランド」対「南アフリカ」（2023年10月29日） - 現地実況（現地解説：五郎丸歩）
- 第60回全国大学ラグビー選手権大会準決勝「京都産業大学」対「明治大学」（2024年1月2日、Eテレ）- 副音声実況
- B.LEAGUE2023-2024
  - B2第21節「ライジングゼファー福岡」対「熊本ヴォルターズ」（2024年2月10日[1]、福岡県域・熊本県域）- 実況
- 第106回全国高等学校野球選手権福岡大会
  - 準決勝第1試合「西日本短大付属高校」対「近大福岡高校」（2024年7月22日） - テレビ実況
  - 準決勝第2試合「福岡大若葉高校」対「福岡大大濠高校」（2024年7月22日） - リポート、勝利監督インタビュー
  - 決勝「西日本短大付属高校「福岡大大濠高校」（2024年7月24日） - リポート、勝利監督インタビュー

鹿児島放送局時代（2度目）
- 鹿児島市長選開票速報 - 開票速報担当（2024年11月24日）

## 主な実況実績
オリンピックJC実況
- 2012年、ロンドンオリンピック
- 2016年、リオデジャネイロオリンピック
- 2021年、東京オリンピック